# Tomrum (film)
|  | Denne artikel er oprettet af botten PalnaBot ud fra en ekstern database. Den kan derfor have sproglige fejl eller mangler. Denne skabelon kan fjernes efter kontrol af indholdet. |

 For alternative betydninger, se Tomrum. (Se også artikler, som begynder med Tomrum)
Tomrum er en kortfilm instrueret af Christina Christensen efter manuskript af Christina Christensen.

## Handling
Tinus de Schunard bor i Maison Farfelu, et magisk sted man ikke skulle tro eksisterede, medmindre man har været der. I en iscenesættelse konfronterer han sine mørke sider. Uventede besøg åbner en verden, hvor det er svært at skelne mellem virkelighed, drøm og mareridt.